# Circonscription de Nador
 (avril 2025).
La circonscription de Nador est la circonscriptions législatives marocaines de la province de Nador située en région Oriental. Elle est représentée dans la Xe législature par Farouk Attahiri, Mustapha Salama, Mohamed Abarkan et Soulimane Houllich.

## Historique des députations
| Législature | Début de mandat  | Fin de mandat    | Députés élus | Députés élus                 | Députés élus | Députés élus           | Députés élus | Députés élus             | Députés élus | Députés élus            |
| ----------- | ---------------- | ---------------- | ------------ | ---------------------------- | ------------ | ---------------------- | ------------ | ------------------------ | ------------ | ----------------------- |
| IXe         | 26 novembre 2011 | 7 octobre 2016   |              | Nour-eddine El Barkani (PJD) |              | Mohamed Abarkan (USFP) |              | Wadi Tinmelali (MP)      |              | Mustapha Mansouri (RNI) |
| Xe          | 8 octobre 2016   | 8 septembre 2021 |              | Farouk Attahiri (PJD)        |              | Mohamed Abarkan (USFP) |              | Soulimane Houllich (PAM) |              | Mustapha Salama (RNI)   |
| XIe         | 9 septembre 2021 | ?                |              | Mohammed Taybi (PI)          |              | Mohamed Abarkan (USFP) |              | Rafiq Majaite (PAM)      |              | Mohammadi Toutouh (RNI) |

## Historique des élections

### Découpage électoral d'octobre 2011

#### Élections de 2016
| Parti       | Parti                                                       | Voix    | %      | Député(s) élus     |  |
| ----------- | ----------------------------------------------------------- | ------- | ------ | ------------------ |  |
|             | Parti authenticité et modernité (PAM)                       | 13 974  | 18,22  | Soulimane Houllich |  |
|             | Parti de la justice et du développement (PJD)               | 13 527  | 17,64  | Farouk Attahiri    |  |
|             | Mouvement populaire (MP)                                    | 13 171  | 17,18  | Saïd Rahmouni      |  |
|             | Rassemblement national des indépendants (RNI)               | 12 135  | 15,82  | Mustapha Salama    |  |
|             | Parti de l'Istiqlal (PI)                                    | 10 456  | 13,64  |                    |  |
|             | Union socialiste des forces populaires (USFP)               | 7 769   | 10,13  |                    |  |
|             | Parti du progrès et du socialisme (PPS)                     | 2 495   | 3,25   |                    |  |
|             | Parti de la renaissance et de la vertu (PRV)                | 1 035   | 1,35   |                    |  |
|             | Fédération de la gauche démocratique (FGD)                  | 934     | 1,22   |                    |  |
|             | Front des forces démocratiques (FFD)                        | 272     | 0,35   |                    |  |
|             | Parti de l'unité et de la démocratie (PUD)                  | 267     | 0,35   |                    |  |
|             | Parti de la liberté et de la justice sociale (PLJS)         | 254     | 0,33   |                    |  |
|             | Parti Al Ahd Addimocrati (AHD)                              | 148     | 0,19   |                    |  |
|             | Union constitutionnelle (UC)                                | 87      | 0,11   |                    |  |
|             | Parti de l'environnement et du développement durable (PEDD) | 75      | 0,10   |                    |  |
|             | Parti de la société démocratique (PSD)                      | 63      | 0,08   |                    |  |
|             | Parti de la réforme et du développement (PRD)               | 23      | 0,03   |                    |  |
|             |                                                             |         |        |                    |  |
| Inscrits    | Inscrits                                                    | 243 987 | 100,00 |                    |  |
| Abstentions | Abstentions                                                 | 167 302 | 68,57  |                    |  |
| Exprimés    | Exprimés                                                    | 76 685  | 31,43  |                    |  |

La Cour constitutionnelle décide d'annuler l’élection de Saïd Rahmouni (MP). Son siège est remporté le 4 janvier 2018 par Mohamed Abarkan (USFP).

#### Élections de 2021
| Parti       | Parti                                                       | Voix    | %      | Députés élus      |  |
| ----------- | ----------------------------------------------------------- | ------- | ------ | ----------------- |  |
|             | Rassemblement national des indépendants (RNI)               | 35 973  | 30,89  | Mohammadi Toutouh |  |
|             | Parti authenticité et modernité (PAM)                       | 23 301  | 20,01  | Rafiq Majaite     |  |
|             | Union socialiste des forces populaires (USFP)               | 18 791  | 16,13  | Mohamed Abarkan   |  |
|             | Parti de l'Istiqlal (PI)                                    | 15 915  | 13,66  | Mohammed Taybi    |  |
|             | Parti du progrès et du socialisme (PPS)                     | 7 986   | 6,86   |                   |  |
|             | Parti de la justice et du développement (PJD)               | 4 467   | 3,84   |                   |  |
|             | Mouvement populaire (MP)                                    | 2 904   | 2,49   |                   |  |
|             | Union constitutionnelle (UC)                                | 2 297   | 1,97   |                   |  |
|             | Parti de l'Espoir (PE)                                      | 1 032   | 0,89   |                   |  |
|             | Parti socialiste unifié (PSU)                               | 668     | 0,57   |                   |  |
|             | Parti de la renaissance et de la vertu (PRV)                | 582     | 0,50   |                   |  |
|             | Alliance de la fédération de gauche (AGD)                   | 567     | 0,49   |                   |  |
|             | Parti de l'unité et de la démocratie (PUD)                  | 485     | 0,42   |                   |  |
|             | Parti vert marocain (PVM)                                   | 445     | 0,38   |                   |  |
|             | Parti de l'environnement et du développement durable (PEDD) | 350     | 0,30   |                   |  |
|             | Front des forces démocratiques (FFD)                        | 347     | 0,30   |                   |  |
|             | Parti travailliste (PT)                                     | 271     | 0,23   |                   |  |
|             | Parti de la société démocratique (PSD)                      | 45      | 0,04   |                   |  |
|             | Parti démocratique de l'indépendance (PDI)                  | 42      | 0,04   |                   |  |
|             |                                                             |         |        |                   |  |
| Inscrits    | Inscrits                                                    | 255 861 | 100,00 |                   |  |
| Abstentions | Abstentions                                                 | 139 393 | 54,48  |                   |  |
| Exprimés    | Exprimés                                                    | 116 468 | 45,52  |                   |  |